# Геленвілл (Вісконсин)
Геленвілл (англ. Helenville) — переписна місцевість (CDP) в США, в окрузі Джефферсон штату Вісконсин. Населення — 238 осіб (2020).

## Географія
Геленвілл розташований за координатами 43°1′1″ пн. ш. 88°42′0″ зх. д. / 43.01694° пн. ш. 88.70000° зх. д. (43.016813, -88.700002).  За даними Бюро перепису населення США в 2010 році переписна місцевість мала площу 1,37 км², уся площа — суходіл.

## Демографія
Згідно з переписом 2010 року, у переписній місцевості мешкало 249 осіб у 95 домогосподарствах у складі 71 родини. Густота населення становила 182 особи/км².  Було 101 помешкання (74/км²).
Расовий склад населення:
| - 94,4 % — білих - 1,2 % — корінних американців - 1,2 % — азіатів - 0,8 % — чорних або афроамериканців |

До двох чи більше рас належало 2,0 %. Частка іспаномовних становила 3,2 % від усіх жителів.
За віковим діапазоном населення розподілялося таким чином: 26,1 % — особи молодші 18 років, 64,7 % — особи у віці 18—64 років, 9,2 % — особи у віці 65 років та старші. Медіана віку мешканця становила 40,8 року. На 100 осіб жіночої статі у переписній місцевості припадало 99,2 чоловіків;  на 100 жінок у віці від 18 років та старших — 91,7 чоловіків також старших 18 років.
Середній дохід на одне домашнє господарство  становив 66 421 долар США (медіана — 60 893), а середній дохід на одну сім'ю — 87 374 долари (медіана — 76 818). Медіана доходів становила 41 563 долари для чоловіків та 31 964 долари для жінок. 
Цивільне працевлаштоване населення становило 113 осіб. Основні галузі зайнятості: виробництво — 28,3 %, освіта, охорона здоров'я та соціальна допомога — 20,4 %, мистецтво, розваги та відпочинок — 11,5 %, будівництво — 9,7 %.